# Président de l'Assemblée régionale de Murcie
Le président de l'Assemblée régionale de Murcie est le député chargé d'occuper la présidence du Assemblée régionale de Murcie. Après le président de la région de Murcie, il est la deuxième autorité de la communauté autonome.
La titulaire de ce poste est, depuis le 14 juin 2023, la conservatrice Visitación Martínez.

## Élection
Il est élu lors de la première séance qui suit la tenue des élections à l'Assemblée (sesión constitutiva), ou lors de la première séance plénière (pleno) qui suit la démission du titulaire.
La majorité absolue des députés élus est requise lors du premier tour. En cas d'échec, un second tour est organisé immédiatement après la proclamation des résultats par le président de séance, où la majorité simple est cette fois suffisante, entre les deux candidats en tête. Si les deux candidats arrivent à égalité, un nouveau vote intervient pour les départager. Si aucun candidat n'est élu au bout d'un autre dernier vote, le candidat proposé par le parti le plus voté lors des élections est désigné président. Chaque député est libre d'écrire le nom qu'il souhaite sur son bulletin de vote, même si ceux du groupe majoritaire votent toujours pour un candidat préalablement désigné par leur parti.
Son mandat prend fin en cas de décès, démission, perte de la qualité de député, expulsion de son groupe parlementaire, vote d'une motion de défiance, ou à la suite de la dissolution de l'Assemblée, prélude à la tenue de nouvelles élections.

## Fonctions
Il préside les séances plénières, dont il assure l'ouverture, la clôture et la fixation de l'ordre du jour en collaboration avec la conférence des porte-parole. Il préside également les réunions de la conférence des porte-parole et de la députation permanente.
Chargé de diriger les débats et d'en contrôler le bon ordre, lui seul peut donner la parole et la retirer. Il a la faculté de rappeler un député ou l'ensemble de l'assemblée à l'ordre, d'expulser immédiatement, pour une ou deux séances, tout député qui a été rappelé trois fois à l'ordre, qui n'a pas quitté la salle des séances après le prononcé d'expulsion, ou qui a produit un désordre grave du fait de sa conduite.
Il s'assure de la bonne application du règlement, de son interprétation après validation par la conférence des porte-parole, et de la bonne marche des travaux parlementaires.
Après consultation avec les porte-parole des groupes parlementaires, il est chargé de proposer le nom du candidat à l'investiture comme président de la région de Murcie dans le délai de 10 jours à compter de la constitution de l'Assemblée, de la démission du titulaire ou du rejet de l'investiture au candidat proposé.
En cas de vacance, d'absence ou d'impossibilité, il est remplacé par un vice-président, selon l'ordre d'élection.

## Titulaires
| Législature | Titulaire               | Parti              | Parti | Élection                             | Date de début    | Date de fin      |
| ----------- | ----------------------- | ------------------ | ----- | ------------------------------------ | ---------------- | ---------------- |
| Ire         | Carlos Collado          |                    | PSOE  | 1er tour : 43 voix                   | 28 mai 1983      | 26 mars 1984     |
| Ire         | Manuel Tera Bueno       |                    | PSOE  | 1er tour : 25 voix                   | 6 avril 1984     | 1er juillet 1987 |
| IIe         | Miguel Navarro Molina   |                    | PSOE  | 1er tour : 26 voix                   | 1er juillet 1987 | 14 juin 1991     |
| IIIe        | Miguel Navarro Molina   | 1er tour : 44 voix | PSOE  | 14 juin 1991                         | 23 novembre 1993 |                  |
| IIIe        | José Plana Plana        |                    | PSOE  | 1er tour : 23 voix                   | 26 novembre 1993 | 23 juin 1995     |
| IVe         | Francisco Celdrán Vidal |                    | PP    | 1er tour : 26 voix                   | 23 juin 1995     | 30 juin 1999     |
| Ve          | Francisco Celdrán Vidal | 1er tour : 26 voix | PP    | 30 juin 1999                         | 19 juin 2003     |                  |
| VIe         | Francisco Celdrán Vidal | 1er tour : 28 voix | PP    | 19 juin 2003                         | 18 juin 2007     |                  |
| VIIe        | Francisco Celdrán Vidal | 1er tour : 29 voix | PP    | 18 juin 2007                         | 14 juin 2011     |                  |
| VIIIe       | Francisco Celdrán Vidal | 1er tour : 33 voix | PP    | 14 juin 2011                         | 15 juin 2015     |                  |
| IXe         | Rosa Peñalver           |                    | PSOE  | 1er tour : 23 voix                   | 15 juin 2015     | 11 juin 2019     |
| Xe          | Alberto Castillo Baños  |                    | Cs    | 1er tour : 22 voix 2d tour : 22 voix | 11 juin 2019     | 14 juin 2023     |
| Xe          | Alberto Castillo Baños  | Sans               |       | 1er tour : 22 voix 2d tour : 22 voix | 11 juin 2019     | 14 juin 2023     |
| XIe         | Visitación Martínez     |                    | PP    | 1er tour : 21 voix 2d tour : 21 voix | 14 juin 2023     |                  |